# JSM Challenger 1998
Il JSM Challenger 1998 è stato un torneo di tennis facente parte della categoria ATP Challenger Series nell'ambito dell'ATP Challenger Series 1998. Il torneo si è giocato a Urbana negli Stati Uniti dal 21 al 27 settembre 1998 su campi in cemento indoor.

## Vincitori

### Singolare
Daniel Nestor ha battuto in finale  Maurice Ruah con il punteggio di 3–6, 7–6, 6–3.

### Doppio
Jared Palmer /  Jonathan Stark hanno battuto in finale  Doug Flach /  Mark Merklein con il punteggio di 6–4, 7–6.